# 涅尔什·雷热
涅尔什·雷热（匈牙利語：Nyers Rezső；1923年3月21日—2018年6月22日），匈牙利政治人物，曾任匈牙利社会主义工人党中央政治局委员、中央第一书记、匈牙利人民共和国部长会议第一副主席，被誉为“新经济体制之父”。

## 生平
1923年，出生于布达佩斯的工人家庭。1938年，参加人工人运动。1940年，加入匈牙利社会民主党。1941年，任全国青年委员会委员。1942年，在奇尔切和达尔绍图书公司印刷厂当排字技术工，加入印刷工人工会。
1945年，任匈牙利社会民主党基什佩斯市委员会副书记、社会民主党执行委员会委员、基什佩斯市市长、布达佩斯第十九区人民议会主席。1946年，在社会民主党机关报《人民之声报》报社出版部工作。
1947年，任社会民主党佩斯州副书记。1948年，为中央候补委员、任佩斯州委员会书记。1949年，在中央农业政策部工作。1951年，任政府国内贸易部水果和蔬菜司司长。1954年，毕业于科苏特学院。5月，为党的中央委员、任合作社全国联合会副主席。1956年，任政府食品工业部长。
1956年，匈牙利事件后，参与组建匈牙利社会主义工人党中央组织部。11月，任匈牙利工农革命政府委员，负责食品供应工作。
1957年，任工农革命政府公共管理委员会主席。2月，为中央委员。5月，任合作社全国联合会主席。1960年，任匈牙利人民共和国财政部长。1962年，为中央政治局候补委员、中央书记处书记、中央国家经济委员会主席，掌管经济工作。1966年，为中央政治局委员、中央书记处书记兼中央经济政策委员会主席、党中央经济工作小组组长。1973年，受到党内保守派和苏联的批判。1974年，被免去一切职务，改任匈牙利科学院经济研究所所长。1975年，退居二线。
1980年，任国民议会贸易委员会主席。1987年，兼任国民议会改革特别委员会主席。1981年，任匈牙利科学院经济研究所学术顾问。1982年，任匈牙利科学院副院长。1983年，任匈牙利经济学家协商团第一副主席。1986年，任卡尔·马克思经济大学名誉教授。1988年，任部长会议咨询委员会委员。1988年，任国务部长、政府经济改革委员会主席。1989年6月26日—10月7日，任匈牙利社会主义工人党主席、政治执行委员会委员，凭借地位高于总书记格罗斯·卡罗伊的职位，掌握实权。
1990年，任匈牙利社会党名誉主席。1998年，退出政坛。2000年，任匈牙利银行业协会秘书长。2018年，去世。

## 著作
- 《匈牙利人民民主制度下的合作社》（1959年）
- 《技术发展在我国经济政策中的作用》（1964年）
- 《我们的经济政策和经济体制改革》（1968年）
- 《关于经济政策问题的25个问题和解答》（1969年）
- 《社会主义经济一体化的原则和实践问题》（1969年）
- 《我国的盈利能力和收入分配问题》（1970年）
- 《共同的政策问题》（1970年）
- 《沿着社会主义建设道路前进的我国国民经济》（1973年）
- 《探索——改革》（1988年）
- 《对话》（2004年）